# Xã Otterville, Quận Cooper, Missouri
Xã Otterville (tiếng Anh: Otterville Township) là một xã thuộc quận Cooper, tiểu bang Missouri, Hoa Kỳ. Năm 2010, dân số của xã này là 852 người.